# Rodrigo de Villandrando
Rodrigo de Villandrando (Madrid, 1580 – Madrid, 1622) è stato un pittore spagnolo.

## Biografia

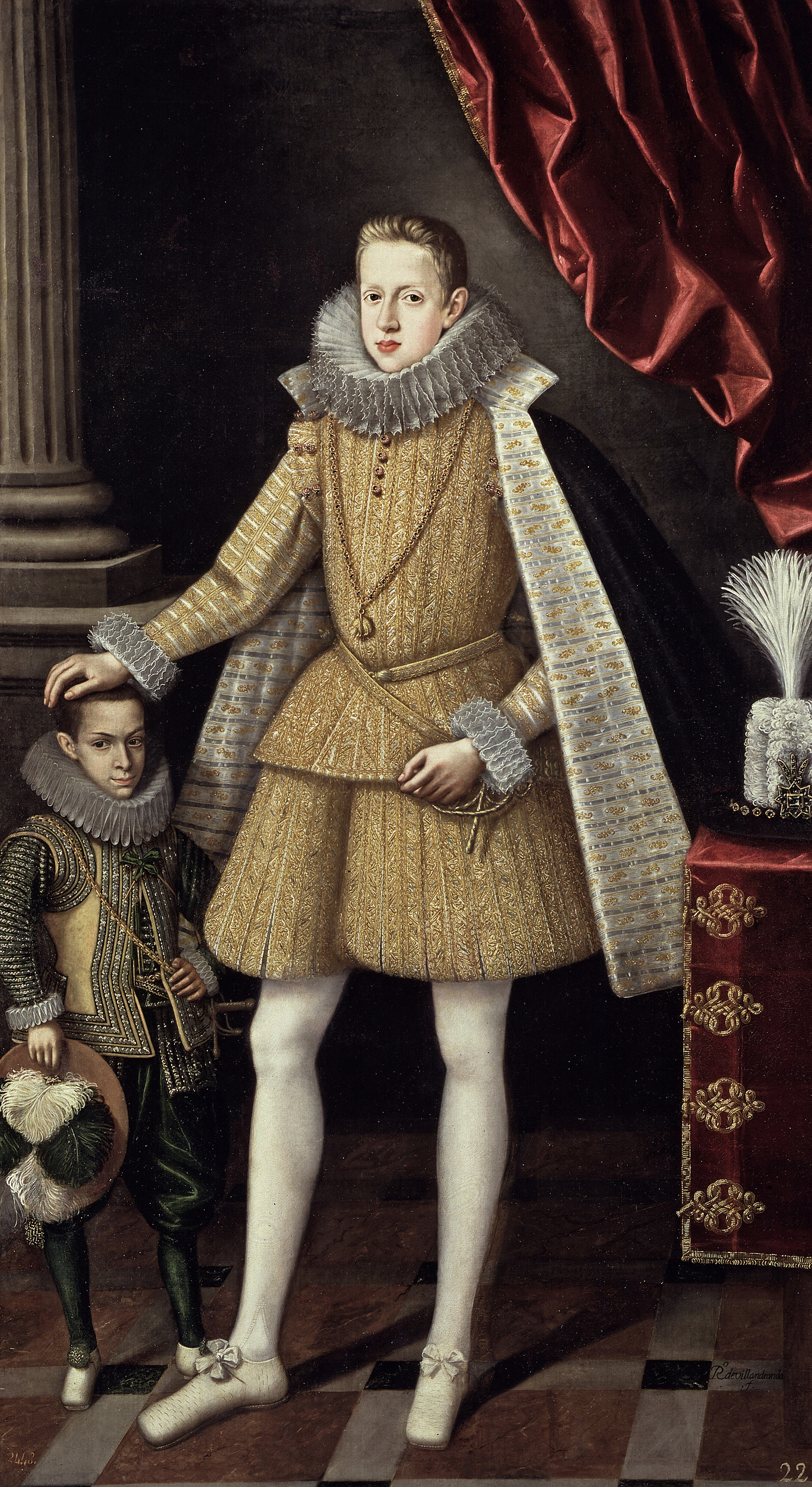
Il principe Filippo IV con il nano Soplillo, Museo del Prado, Madrid

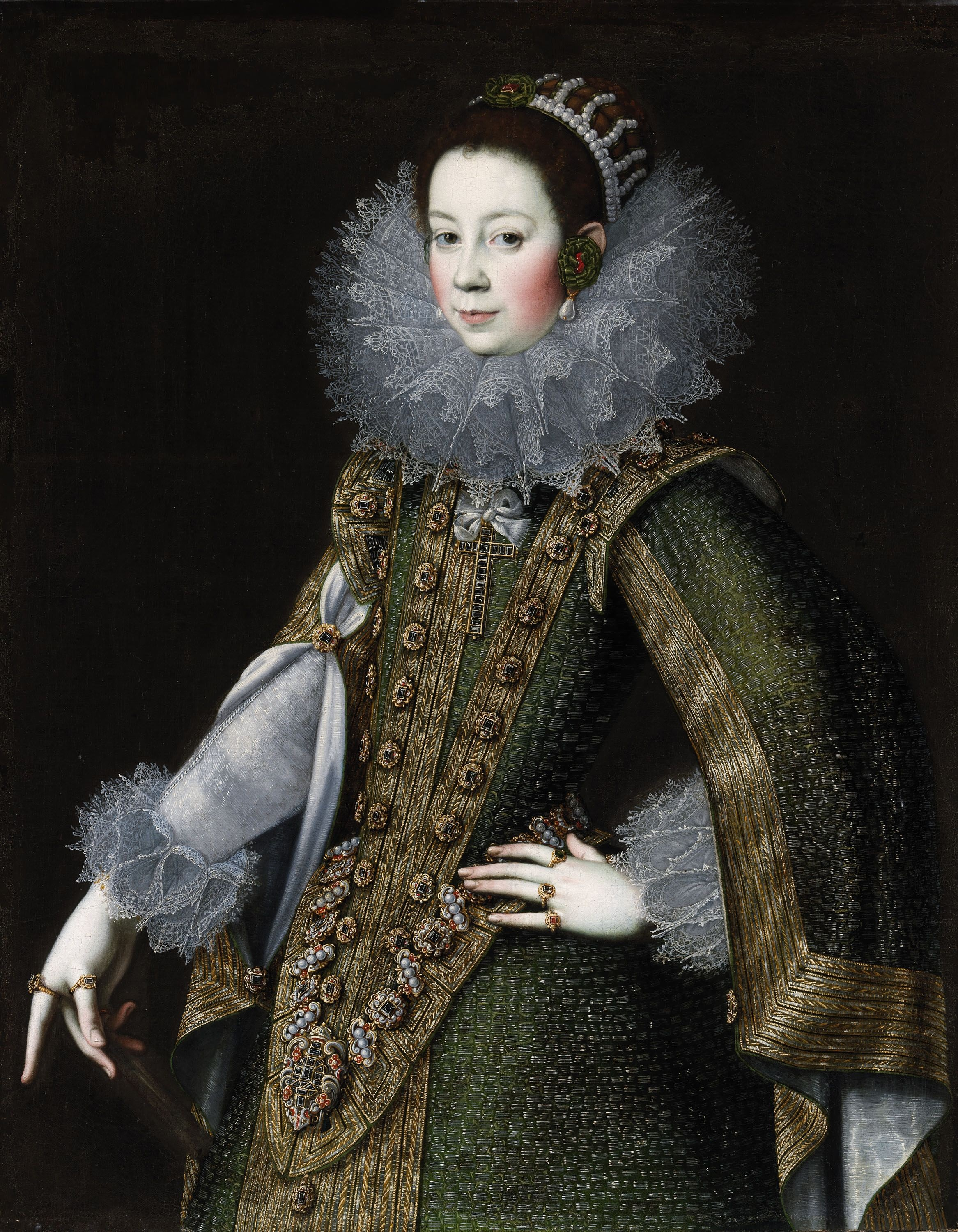
Doña Juana de Salinas, Galleria nazionale d'Irlanda, Dublino

Pittore di corte del re Filippo III di Spagna, ha lasciato un certo numero di ritratti dipinti secondo modi attardati e in uno stile un po' secco che attestano la continuità a corte del gusto per il ritratto tra il periodo di Alonso Sánchez Coello e Diego Velázquez.
Poche sono le notizie che lo riguardano; si sa solamente che visse per tutta la vita a Madrid e che morì nel 1622. Alcuni suoi ritratti sono dotati di una delicata sensibilità
coloristica come quelli di Filippo IV e di Isabella di Borbone, entrambi ora al Museo del Prado di Madrid; entrambi i ritratti hanno gamme che vanno dal bianco all'oro e sono stati datati, in base all'età apparente dei soggetti, tra il 1615 e il 1620; il principe è rappresentato mentre appoggia la mano al braccio del nano Soplillo, venuto dalle Fiandre nel 1614.
Alla sua morte Diego Velázquez gli subentrò come pittore di corte.